# Baranyai László (tornász)
Baranyai László (Budapest, 1920. január 13. – Budapest, 1984. december 14.) olimpiai bronzérmes magyar tornász.

## Életpályája
1938-1939-ben a Nemzeti Torna Egylet, 1940-től 1951-ig a Postás SE, 1952 és 1957 között a Budapesti Honvéd tornásza volt. Az 1948. évi nyári olimpiai játékokon bronzérmet szerzett csapatban. 1949-ben a főiskolai világbajnokságon ezüstérmes magyar csapat tagja volt. 1939 és 1954 között tizennégy egyéni magyar bajnokságot nyert. Sportpályafutása után tisztviselőként, valamint testnevelőtisztként dolgozott. Felesége Balázs Erzsébet olimpiai ezüstérmes tornásznő volt.

### Sikerei, díjai
- Olimpiai játékok:
  - bronzérmes: 1948
- Főiskolai világbajnokság:
  - ezüstérmes: 1949
- Magyar bajnokság:
  - 14-szeres egyéni bajnok:
    - gyűrű: 1939, 1941, 1946, 1948, 1950, 1951, 1952
    - korlát: 1951, 1953, 1954
    - lólengés: 1947, 1950
    - nyújtó: 1953
    - összetett egyéni: 1954

  - 11-szeres csapatbajnok: 1941, 1942, 1947, 1948, 1950, 1951, 1952, 1954, 1955, 1956, 1957